# Vieux-Poitiers

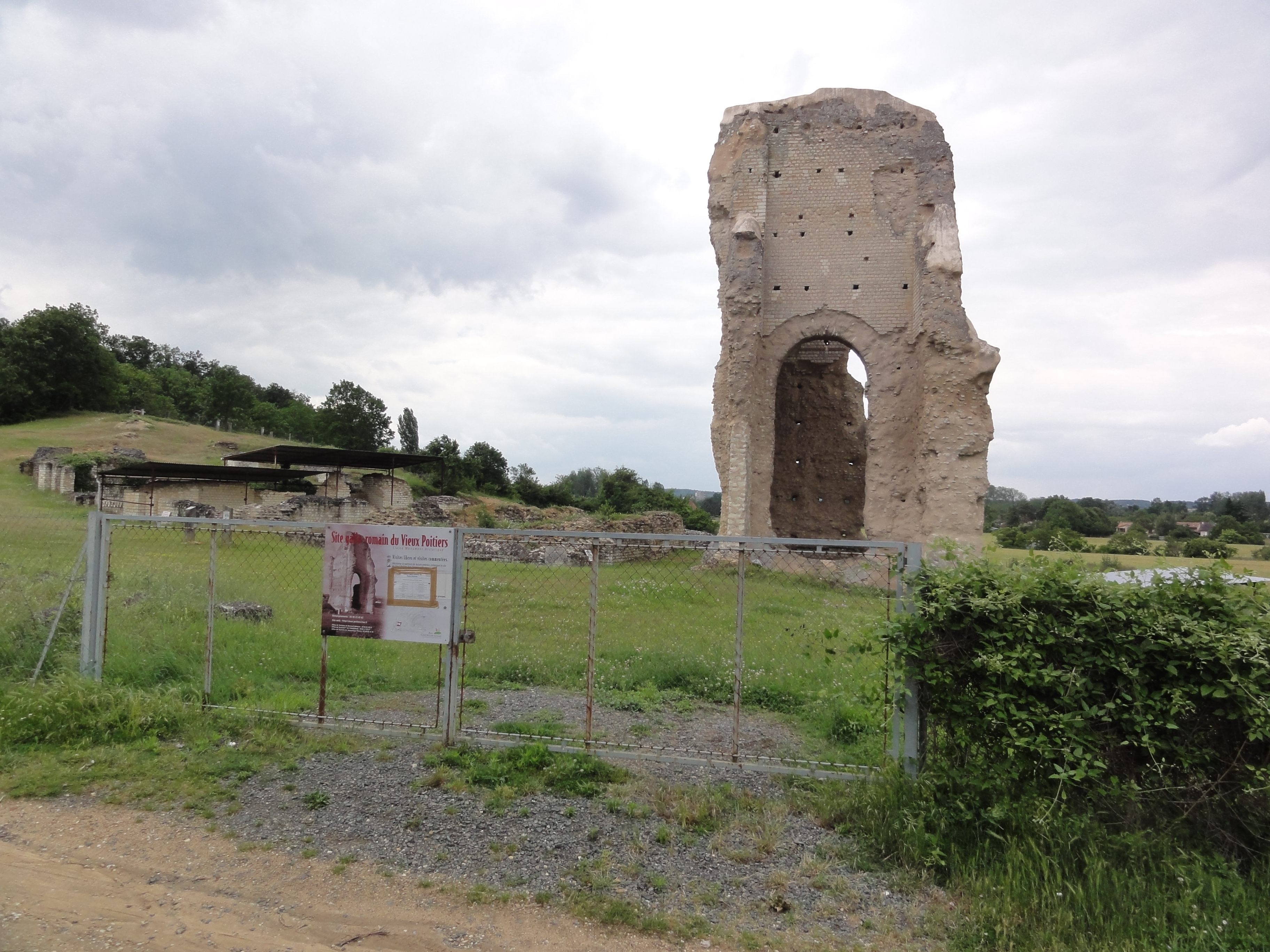
De archeologische site van Vieux-Poitiers

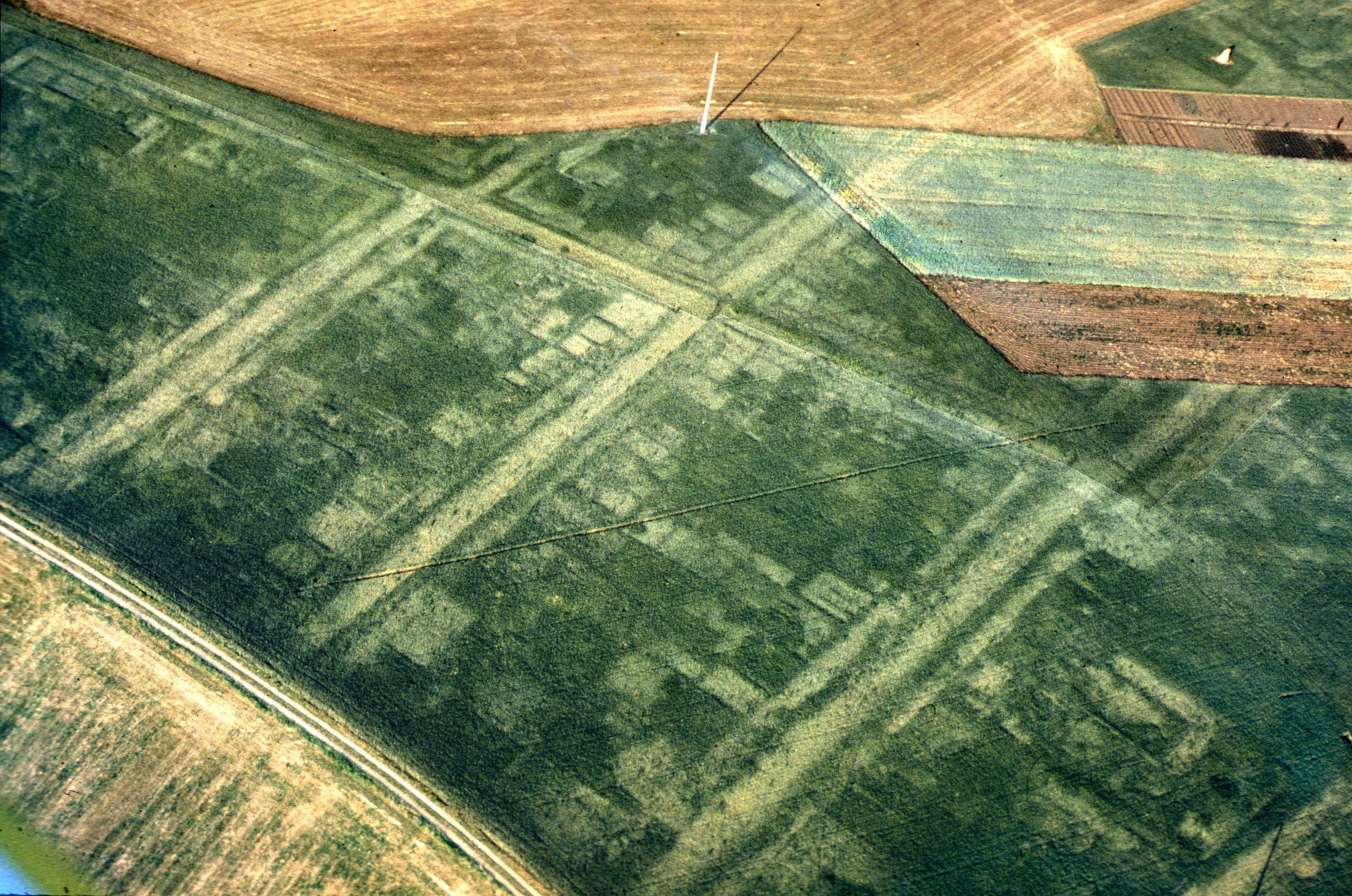
Luchtfoto waarop oude straten en structuren zichtbaar zijn

Briva, vanaf de middeleeuwen bekend als Vetus Pictavis of Vieux-Poitiers, was een Gallo-Romeinse stad op het grondgebied van de gemeenten Naintré en Cenon-sur-Vienne in Frankrijk. Het opvallendste bouwwerk waarvan resten zijn opgegraven is het Gallo-Romeins theater van Vieux-Poitiers.

## Stad
Briva (van het Gallische woord voor brug) was een Gallo-Romeinse nederzetting (vicus) met een oppervlakte tussen 65 en 80 ha, gelegen tussen de rivier Clain (waar deze samenvloeit met de Vienne) en de heerbaan tussen Poitiers en Tours. De stad werd gebouwd in de 1e eeuw in het gebied van de Pictones en had ongeveer 4000 inwoners. Vanaf de 2e eeuw begon de neergang van de stad, maar de plaats bleef bewoond tot in de Vroege Middeleeuwen. Mogelijk vond bij deze stad aan de samenvloeiing van de Clain en de Vienne in 732 de Slag bij Poitiers plaats. Als verklaring voor het definitief verlaten van Vieux-Poitiers worden de invallen door de Vikingen genoemd. Ten noorden van Vieux-Poitiers werd in de 9e eeuw het kasteel van Airaud gebouwd als bescherming tegen deze invallen, waarrond de stad Châtellerault is ontstaan.

### Gallo-Romeins theater
Het theater lag aan de zuidoostelijke rand van de stad en vormde samen met een heiligdom een enkel bouwcomplex. Het theater was uitgegraven in de helling van een heuvel over een hoogte van zo'n 12 meter. Het theater had een doorsnede van 116 meter. Er werd bij de bouw niet enkel gebruik gemaakt van stenen maar ook van houten stellingen, die het theater een capaciteit gaven van ongeveer 10.000 plaatsen. Het opvallendste overblijfsel van het theater is een 14 meter-hoge torenvormige structuur.

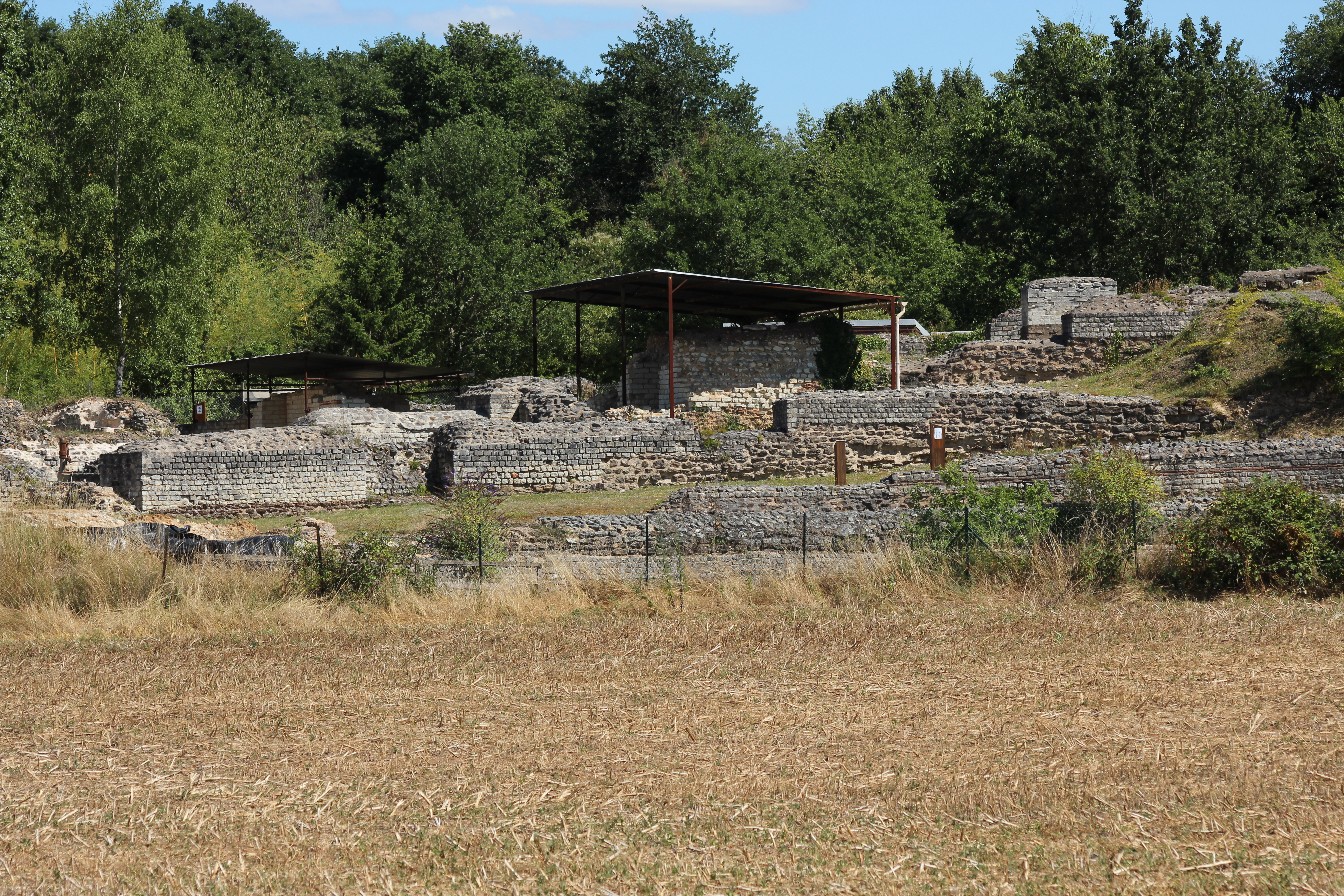
Archeologische site
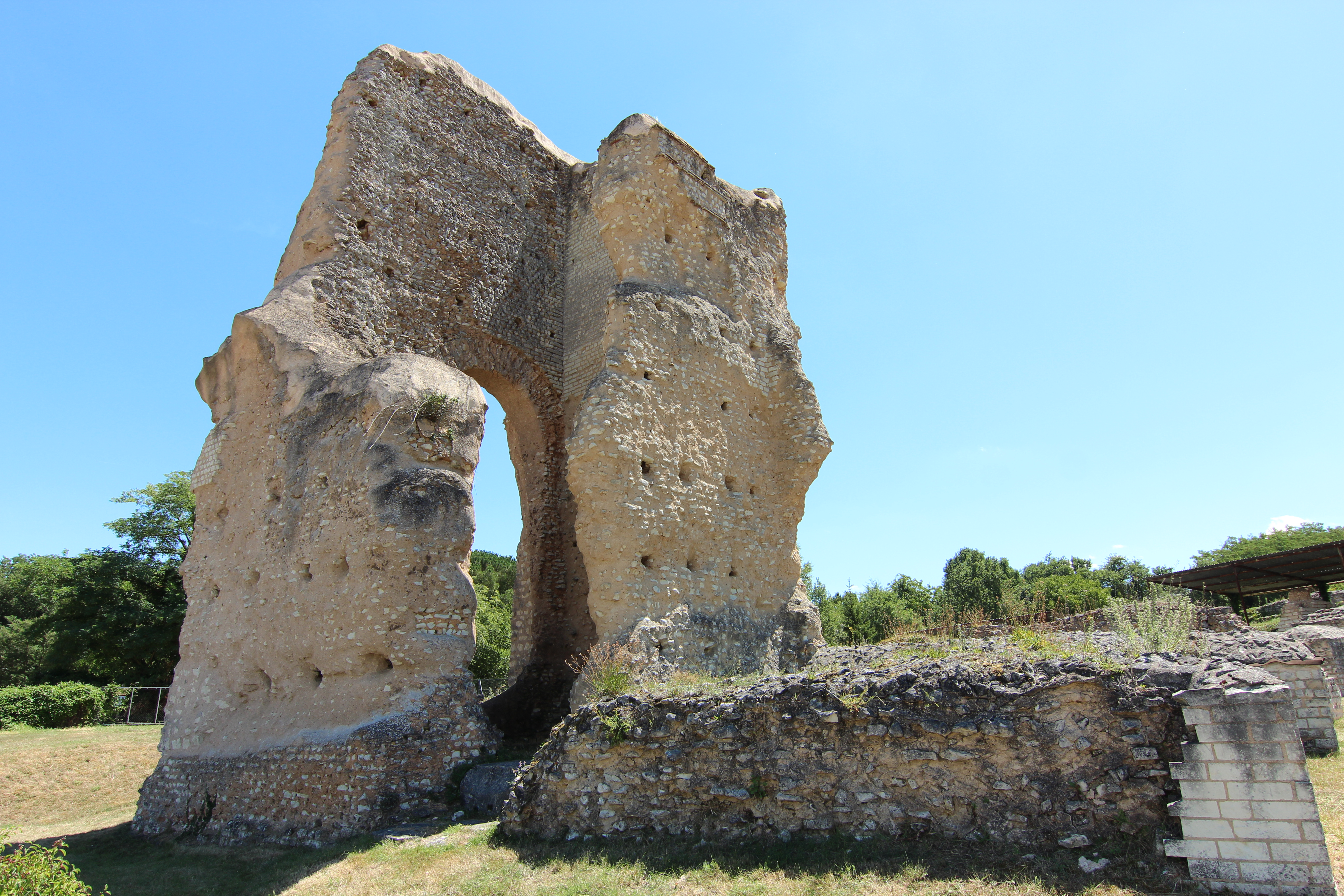
"Toren"
Tekening uit de periode 1810-1820
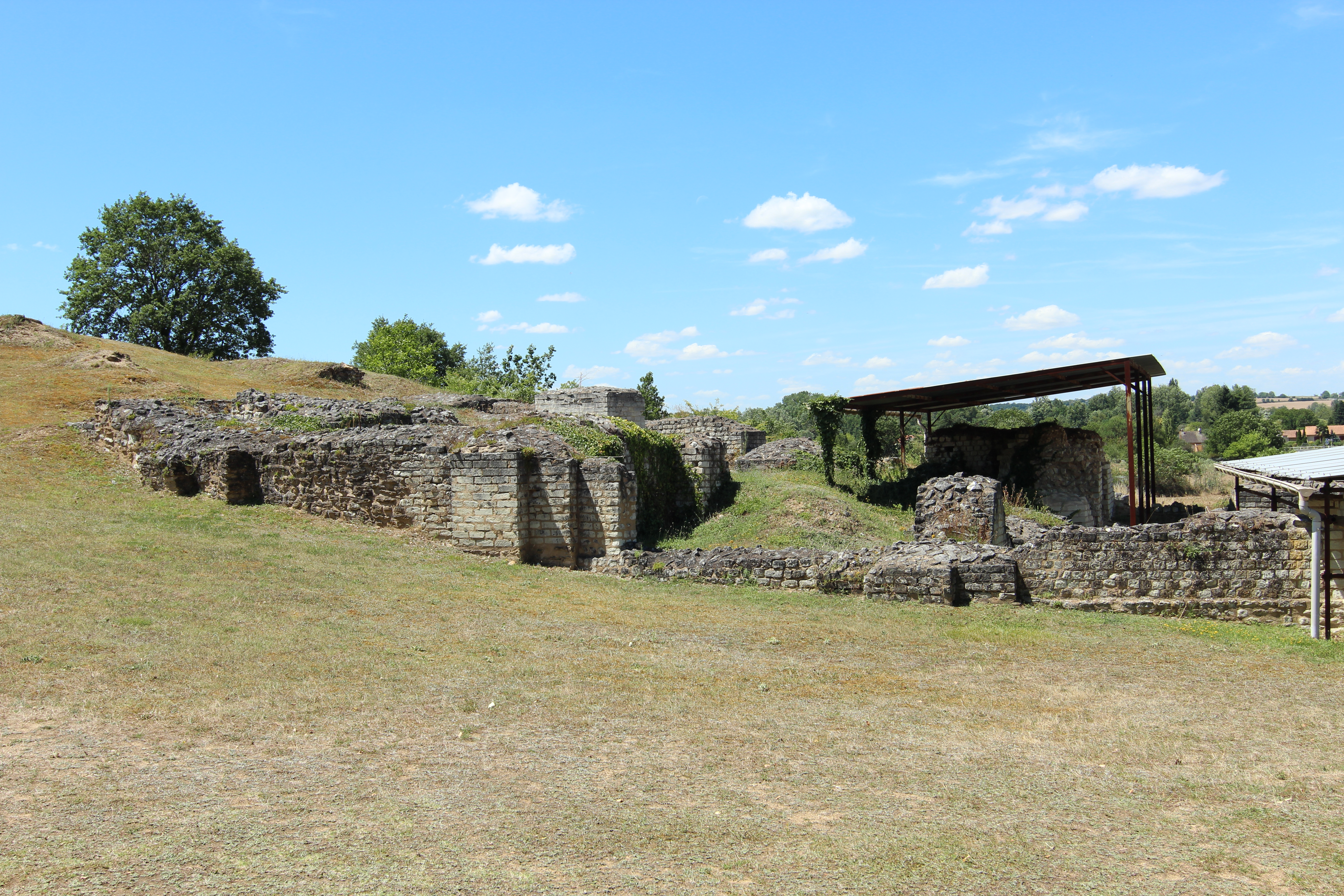
Basis van het theater op een helling
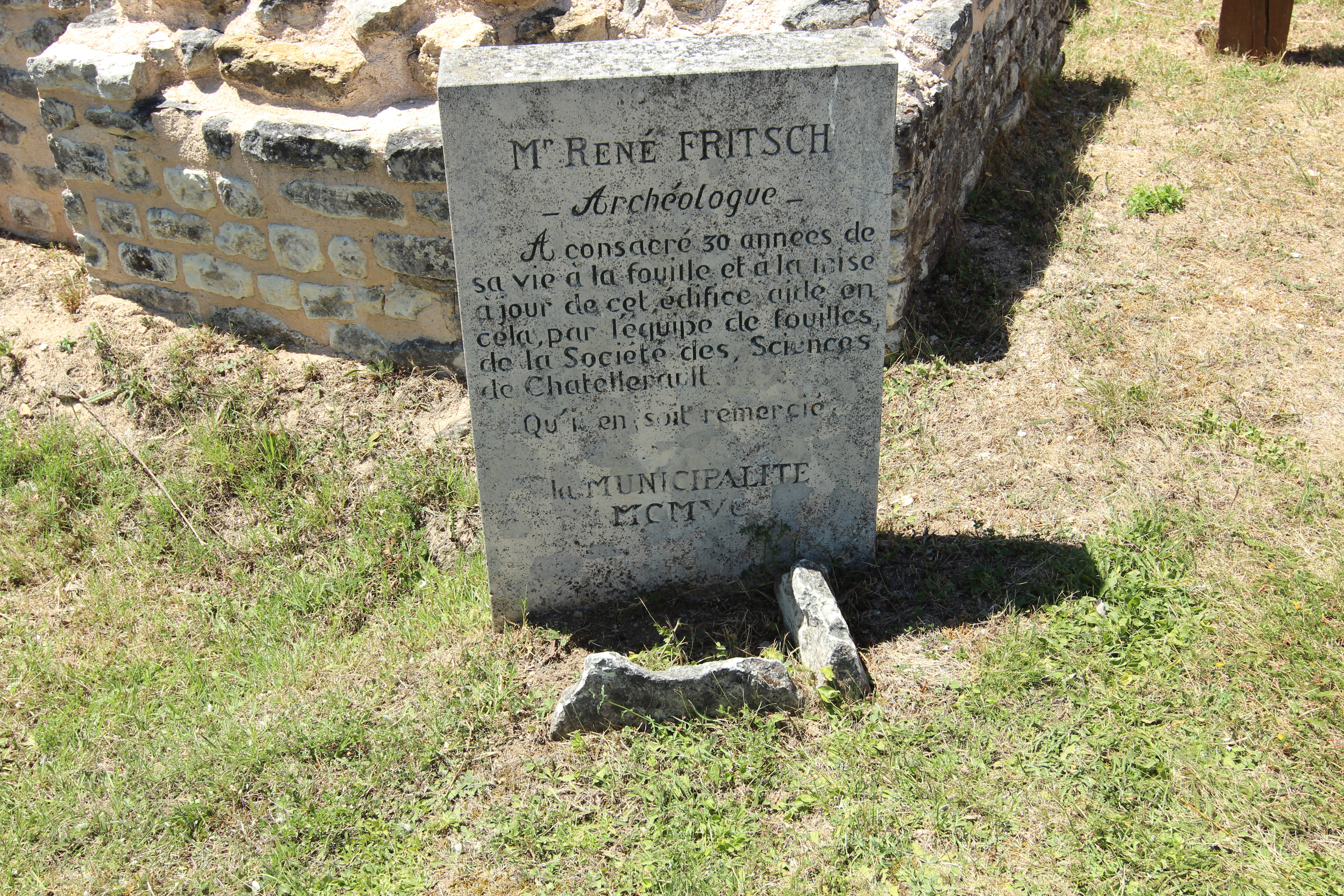
Gedenksteen voor René Fritsch

### Menhir van Naintré
In Naintré is er ook een menhir uit de pre-Keltische periode gevonden, die een opschrift in het Latijn draagt. Dit opschrift werd ontdekt in 1735:
RATIN BRIVATIOM
FRONTV · TARBETIS[O]NIOS or ...S[CO]N...
IE{I}VRV
"Frontu, zoon van Tarbeisu, heeft de muur van de inwoners van Briva opgedragen" (vertaling van P.-Y. Lambert)

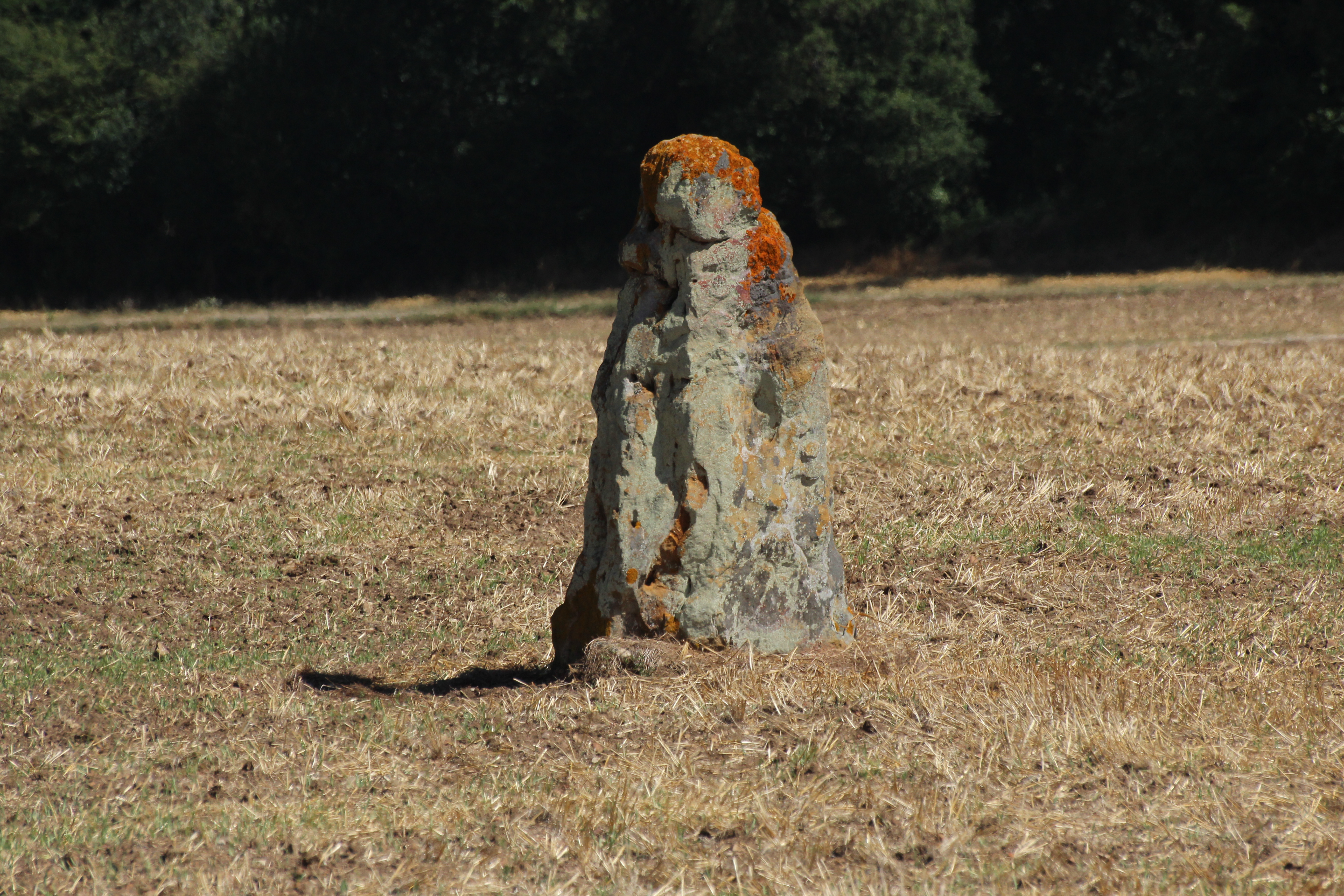
Menhir van Naintré
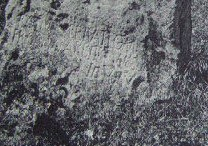
Inscriptie

## Archeologie
Tussen 1963 en 1986 gebeurden er opgravingen aan het theater onder leiding van René Fritsch. Hierbij werd ongeveer de helft van de fundamenten van het theater blootgelegd. In 1995-1996 vonden er nieuwe opgravingen plaats onder leiding van A. Bocquet waarbij onderzoek werd gedaan naar het podium (orchestra). In 2009-2010 vonden er nieuwe opgravingen plaats aan het oostelijk deel van het orchestra.
De omvang van de stad werd bepaald aan de hand van luchtopnamen.